# Esther Cooper Jackson
Esther Victoria Cooper Jackson, född 21 augusti 1917, död 23 augusti 2022, var en amerikansk civilrättsaktivist och socialarbetare. Hon arbetade med Shirley Graham Du Bois,  W. E. B. Du Bois, Edward Strong och Louis E. Burnham och var en av grundarna till tidskriften Freedomways, en teoretisk, politisk och litterär journal som publicerades mellan åren 1961 och 1985. Hon var även organisatorisk och exekutiv sekreterare för Southern Negro Youth Congress.